# Universidad Internacional de las Américas
La Universidad Internacional de las Américas (UIA) es una universidad privada de Costa Rica, fundada en 1986, mediante el Consejo Nacional de Enseñanza Universitaria Privada (CONESUP). Fue la primera universidad privada de Costa Rica en ser aprobada por este organismo. Su campus principal se ubica en el barrio Aranjuez, en San José, y además cuenta con una sede en la ciudad de Heredia.

## Historia
La UIA fue creada en 1986, reconocida por el Gobierno de la República de Costa Rica y autorizada por el Consejo Nacional de Enseñanza Universitaria Privada (CONESUP) el 24 de abril del mismo año, según consta en el artículo tercero de la sesión 076-86, del 24 de abril de 1986, por lo que se constituye en la primera universidad privada de Costa Rica en ser aprobada por dicho organismo. El CONESUP es el órgano que autoriza la creación de universidades, apertura de carreras, modificaciones en los planes de estudio, procesos de calidad y auditoría, etc. Además, hace inspección para garantizar que se cumplan las condiciones básicas aprobadas.
A finales de la década de los ochenta e inicio de los noventa, se construyó el nuevo campus donde hoy se ubican las instalaciones de la sede principal ubicado en calle 23 y avenida 7 en el barrio Aranjuez de la ciudad de San José frente al complejo cultural Antigua Aduana. Actualmente la Universidad Internacional de las Américas cuenta con 21 carreras que cubren las áreas de salud, ingenierías, arquitectura, ciencias económicas, ciencias sociales e idiomas en los grados de Bachillerato, Licenciatura y Maestría.
La Universidad nació con la consigna de ser referente en la educación superior privada, lo cual se ha hecho manifiesto con el transcurrir de los años dejando su huella en la formación de los profesionales integrados al mercado laboral.  El compromiso de la institución es continuar con la historia caminando hacia el futuro con optimismo, renovándose constantemente, adoptando nuevas metodologías de enseñanza acordes con las exigencias de la época, ampliando sus recursos para la investigación y proyectándose con mayor fuerza en la sociedad para detonar el cambio.
Desde entonces, la Universidad se ha convertido en una de las más importantes del país y de la región de América Central. La UIA es la casa de estudios de la República de Costa Rica con mayor bagaje y experiencia a nivel internacional.

## Oferta Académica

### Programas de Grado

#### Ciencias de la Salud
- Medicina y Cirugía
- Farmacia
- Odontología

#### Ingenierías y Arquitectura
- Arquitectura
- Ingeniería en Software
- Ingeniería Informática
- Ingeniería en Sistemas
- Ingeniería Electromecánica
- Ingeniería Industrial

#### Leyes
- Derecho

#### Ciencias de la Economía
- Economía
- Administración de Empresas
- Comercio Internacional
- Contaduría Pública

#### Ciencias de la Educación y del Lenguaje
- Inglés
- Inglés con Énfasis en la Enseñanza
- Preescolar Bilingüe

#### Ciencias Sociales
- Publicidad
- Periodismo
- Relaciones Internacionales
- Turismo

### Posgrados
- Especialidad en Derecho Notarial y Registral
- Maestría en Administración de Empresas
- Derecho con énfasis en Derecho Penal

## Servicios
La Universidad Internacional de las Américas cuenta con varios servicios culturales, deportivos, educativos y o de accesibilidad para los estudiantes. La Universidad también cuenta con modernos servicios en línea como el aula virtual, la biblioteca virtual o el periódico Gamma.
- Actividades deportivas: La Universidad, por medio del Departamento de Mercadeo, fomenta la práctica deportiva entre los estudiantes de la Universidad, con campeonatos internos de diferentes deportes, y eventos de atletismo.
- Actividades culturales: La Universidad procura el enriquecimiento artístico y espiritual de sus estudiantes y promueve la formación y participación de grupos artísticos, exposiciones y eventos culturales.
- Internet inalámbrico: Los estudiantes cuentan con el servicio de Internet inalámbrico de alta velocidad en todas las instalaciones, lo que les permite usar esta herramienta como complemento de su estudio.
- Centro de fotocopiado y reproducción de materiales: Para aquellos que requieran obtener fotocopias o reproducir sus proyectos, un concesionario opera el centro de fotocopiado y reproducción de materiales dentro de las instalaciones.
- Cafeterías: La Universidad cuenta con cafeterías donde los estudiantes pueden adquirir comidas ligeras y bebidas.
- Centros de estudio supervisados: Con un bajo costo para los estudiantes, la Universidad ofrece el servicio de centros de estudios, en los que, los estudiantes que lo requieran cuentan con lecciones adicionales con un profesor para realizar prácticas y reforzar los conocimientos adquiridos en los cursos de su carrera que denotan un alto grado de dificultad, en grupos pequeños.
- Biblioteca: La Biblioteca de la Universidad Internacional de las Américas ofrece sus servicios de documentación e información a toda la comunidad universitaria. Con el propósito de cooperar de manera positiva al desarrollo de las actividades académicas, de investigación y programas de extensión y conforme a los planes y normas que orientan la misión de la Universidad.
- Convenios Internacionales : La Universidad cuenta con un Departamento Internacional que ofrece una gran cantidad de convenios con diferentes instituciones universitarias de todas las partes del mundo para que sus alumnos puedan disfrutar de experiencias académicas en el extranjero, a la vez que la UIA recibe estudiantes de múltiples nacionalidades para realizar pasantías, estancias y rotaciones de carácter académico y del área de la investigación.
- Seguridad: La Universidad cuenta con una oficina de seguridad con la misión de promover un ambiente seguro y ordenado. El personal de la oficina de seguridad vela porque se cumpla con las políticas de seguridad institucionales y gubernamentales y coordina con sus unidades, las actividades en el campus, con el fin de mantener un clima de orden en todo momento.